# Dolmen de la Plone

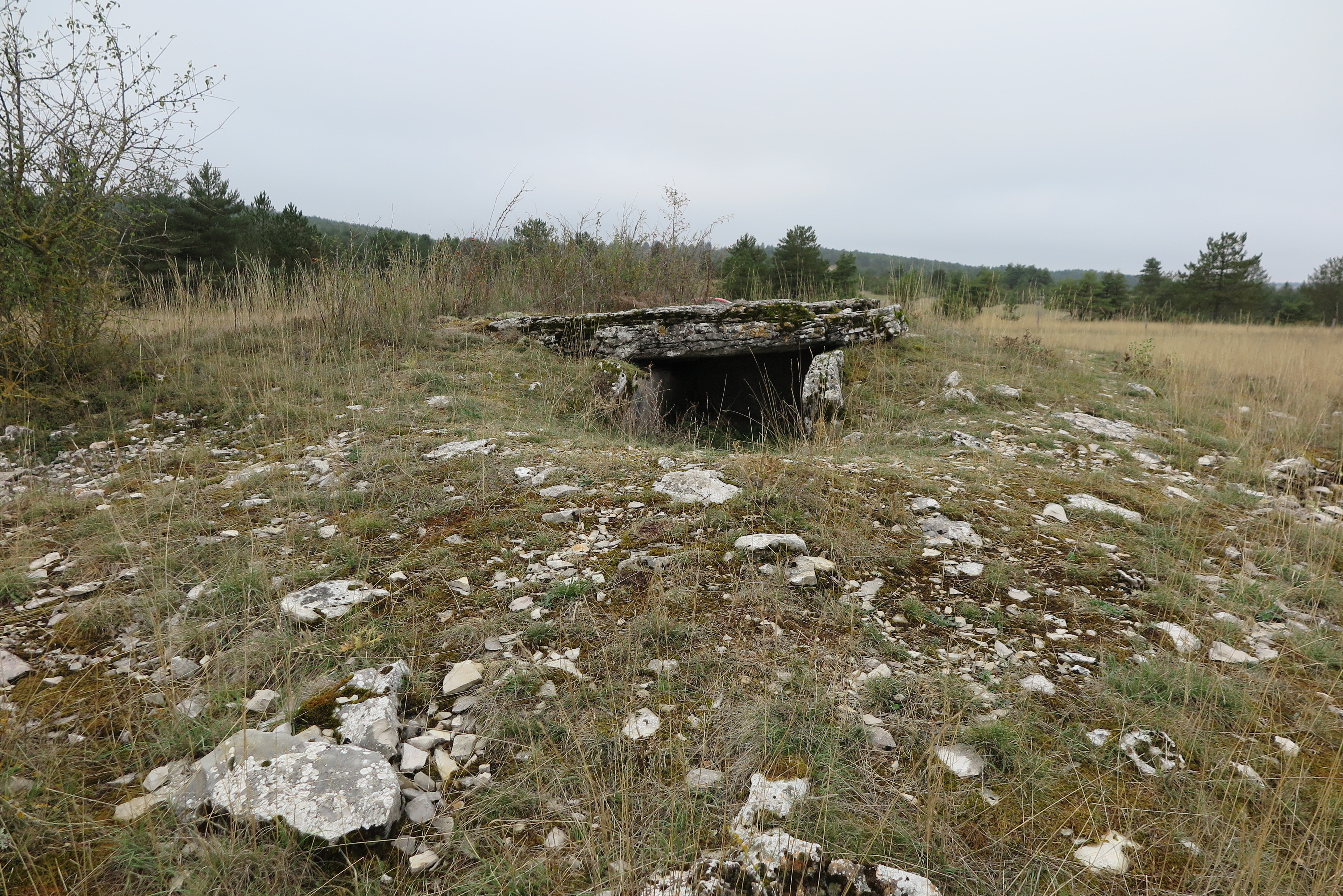
Dolmen de la Plone

Der Dolmen de la Plone (auch Dolmen von Ayguières genannt) liegt auf der Hochebene Causse de Sauveterre, an der Straße D 44 von Chanac nach Champerboux im Département Lozère in Frankreich. Dolmen ist in Frankreich der Oberbegriff für neolithische Megalithanlagen aller Art (siehe: Französische Nomenklatur).
Der vordere Teil des „Dolmen simple“ fehlt. Der nordwest-südost-orientierte Dolmen(rest) besteht aus drei U-förmig aufgestellten Tragsteinen, die eine etwa 3,0 m lange, 1,5 m breite und 0,8 m hohe Kammer bilden, über der eine in drei Teile zerbrochene, auf drei Seiten überstehende etwa 4,0 m lange und 2,5 m breite Deckenplatte liegt. In der Deckenplatte liegt ein etwa 10 cm messendes, ungewöhnlich großes Schälchen (französisch Pierres aux écuelles  oder pierre à cupules). Der Dolmen liegt in einem Hügelrest von etwa 20,0 m Durchmesser.
Etwa 15,0 m entfernt liegt der 1,8 m hohe Kalkstein-Menhir von Ayguières. In der Nähe liegen die Dolmen Aire des trois Seigneurs und Laumède.